# Amelia Rose Blaire
Amelia Rose Blaire Dechart (New York, 20 novembre 1987) è un'attrice statunitense, nota per il ruolo di Willa Burrell nella serie televisiva True Blood.

## Biografia
Nata a New York, ma cresciuta nella zona di Los Angeles. Da bambina voleva diventare una ballerina, per questo ha studiato danza per diversi anni, ma con il tempo la sua attenzione si è spostata maggiormente verso la recitazione. All'età di quindici anni frequenta un programma di recitazione presso il Sanford Meisner Center, successivamente si diploma all'Atlantic Acting School, fondata da David Mamet e William H. Macy. Ottiene il primo ruolo televisivo nel 2002, partecipando ad un episodio della serie televisiva Squadra Med - Il coraggio delle donne. Negli anni successivi si divide tra teatro e televisione, nel 2010 interpreta il ruolo ricorrente di Laura Mathison nella serie televisiva 90210.
Ha partecipato, in veste di guest star, a serie televisive come Grimm, Touch, Royal Pains. Dal 2013 al 2014 interpreta il ruolo di Willa Burrell nella serie televisiva della HBO True Blood. Nel 2015 interpreta il ruolo di Piper Shaw nella serie televisiva Scream. Presta inoltre il volto alla serie di androidi "Traci" nel videogioco Detroit: Become Human. Ha interpretato Amy Ferraro nel videogioco Quantum Break. Il 30 giugno 2018 è convolata a nozze con Bryan Dechart, suo fidanzato dal 2012, anch'egli attore ed interprete di uno dei tre androidi protagonisti in Detroit: Become Human, Connor.

## Filmografia

### Attrice

#### Cinema
- Commencement, regia di Steve Albrezzi (2012)
- Angels in Stardust, regia di William Robert Carey (2014)

#### Televisione
- Squadra Med - Il coraggio delle donne (Strong Medicine) – serie TV, episodio 3x11 (2002)
- Drop Dead Diva – serie TV, episodio 2x12 (2010)
- 90210 – serie TV, 4 episodi (2010)
- The Protector – serie TV, episodio 1x06 (2011)
- Grimm – serie TV, episodio 1x05 (2011)
- The Glades – serie TV, episodio 3x02 (2012)
- Couchers – serie TV, episodio 1x03 (2012)
- Touch – serie TV, episodio 1x07 (2012)
- Perception – serie TV, episodio 1x08 (2012)
- Royal Pains – serie TV, episodio 4x12 (2012)
- Law & Order - Unità vittime speciali (Law & Order: Special Victims Unit) – serie TV, episodio 15x05 (2012)
- True Blood – serie TV, 16 episodi (2013-2014)
- The Mentalist – serie TV, episodio 7x04 (2014)
- Grey's Anatomy – serie TV, episodio 11x12 (2015)
- Blue Bloods – serie TV, episodio 5x18 (2015)
- Jesse Stone - Delitti irrisolti (Jesse Stone: Lost in Paradise), regia di Robert Harmon – film TV (2015)
- Il gioco della follia (Caught), regia di Maggie Kiley – film TV (2015)
- Scream – serie TV, 12 episodi (2015-2016)
- Criminal Minds – serie TV, episodio 11x14 (2016)
- Quantum Break – miniserie TV, 4 episodi (2016)

### Doppiatrice

#### Videogiochi
- Quantum Break (2016)
- Detroit: Become Human (2018)
- Cyberpunk 2077 (2020)

## Doppiatrici italiane
Nelle versioni in italiano delle opere in cui ha recitato, Amelia Rose Blaire è stata doppiata da:
- Eleonora Reti in The Glades, The Mentalist
- Georgia Lepore in Touch
- Francesca Manicone in Perception
- Benedetta Ponticelli in True Blood
- Maura Cenciarelli in Scream
- Sara Ferranti in Grey's Anatomy
- Letizia Ciampa in Criminal Minds[1]

Da doppiatrice è stata sostituita da:
- Emanuela Pacotto in Quantum Break
- Tiziana Martello in Detroit: Become Human (Traci dai capelli blu)
- Jasmine Laurenti in Detroit: Become Human (Traci morente)
- Giulia Maniglio in Cyberpunk 2077